# 辻慶樹
辻 良樹（つじ よしき、1944年3月25日 - ）は、書家、日本の随筆家。

## 来歴

### 生い立ち他
奈良県天理市生まれ。1962年に、奈良県立郡山高等学校普通科卒業。大井証券（株）本社電子計算課入社（和光証券、新光証券、現在は、みずほ証券）。
1970年に、円満退社（脱サラ）。1990年に、共同産業（株）専務取締役　円満退社。システムセイファ（株）設立。
その間、趣味が昂じて「ことば＆書」活動を行う。個展、講演、講座などを精力的に行う。2002年に、長兄（上場会社トップ）の急逝を機に、「ことばは命」を出版。2008年に、システムセイファ（株）を後進に移譲。「ことば＆書」活動に専念し現在に至る。

### 書家として
「ことば＆書」活動
「ことば＆書のふれあい展」を過去60回以上実施
主な個展会場
一心寺南会所ギャラリー（大阪府）朝日新聞本社アサコムホール（大阪府）歯ART美術館（香川県）レストランTOKYO（ウクライナ　キーウ）寿ファーマシー（兵庫県）常設コーナー

## 著作
- 『ことばは命』書工房　慶樹刊（2002年11月初版）
- 『ことばは光』アスク（2005年1月初版）
- 『ことばシリーズ』カレンダー　株式会社ヤマダ発行
- 『さみしがりのがりぱんだ』HPS　あかさかかなた　ゑがすきなこ（2022年11月初版）

## 取材・掲載など
- 毎日新聞（「ほっと兵庫」一面他）/読売新聞「泉」欄掲載（2003年他３回）/神戸新聞/朝日新聞

　サンケイ新聞/山陽新聞/伊勢新聞　他多数
- 大阪テレビ他でも紹介される[2]。